# Arnold Zellner
Arnold Zellner (* 2. Januar 1927 in New York City, New York; † 11. August 2010 in Chicago, Illinois) war ein US-amerikanischer Ökonom, der besonders das Gebiet der bayesschen Ökonometrie entwickelte. Außerdem entwickelte er die sogenannten scheinbar unverbundenen Regressionsgleichungen.

## Leben
Er studierte Physik an der Harvard University und promovierte in Ökonomie an der University of California 1957. Er lehrte dann an der University of Chicago und war unter anderem Präsident der American Statistical Association. Er wurde 1979 in die American Academy of Arts and Sciences aufgenommen und 1998 mit der Ehrendoktorwürde der Universität Kiel ausgezeichnet.

## Werk
- An Introduction to Bayesian Inference in Econometrics. J. Wiley and Sons, New York 1971
- Basic Issues in Econometrics, Chicago: University of Chicago Press, 1984
- Arnold Zellner: Bayesian Analysis in Econometrics and Statistics: The Zellner View and Papers. Edward Elgar, 1997, ISBN 978-1-85898-220-5 (google.com).
- Arnold Zellner, Hugo A. Keuzenkamp, Michael McAleer: Simplicity, Inference and Modelling: Keeping it Sophisticatedly Simple. Cambridge University Press, 2002, ISBN 978-1-139-43238-2 (google.com).
- James A. Crutchfield, Arnold Zellner: The Economics of Marine Resources and Conservation Policy: The Pacific Halibut Case Study with Commentary. University of Chicago Press, 2010, ISBN 978-0-226-12197-0 (google.com – Erstausgabe:  2002).
- Arnold Zellner, Justin Tobias: Further Results on Bayesian Method of Moments Analysis of the Multiple Regression Model.